# Termitocalliphora
Termitocalliphora (лат.) — род мух из семейства каллифориды (Calliphoridae).
Термитофилы.

## Распространение
Распространены в Афротропике.

## Описание
Мухи мелкого и среднего размера, основная окраска жёлтая. От близких групп отличается следующими признаками: нижний калиптер узкий; ширина лба варьируется от примерно такой же ширины, как передний глазок (T. nana), до 3-4x ширины переднего глазка (T. machadoi); парафациальные пластинки с многочисленными прямостоячими довольно заметными щетинками на всем протяжении; внешняя постплечевая щетинка отсутствует. Термитофилы.

## Классификация
2 вида.
- Termitocalliphora machadoi Bauristhene, 1964
- Termitocalliphora nana Zumpt, 1953[3]